# غار آلتامیرا و هنر غارنگاری پارینه‌سنگی در شمال اسپانیا
غار آلتامیرا و هنر غارنگاری پارینه‌سنگی شمال اسپانیا (اسپانیایی: Cueva de Altamira y arte rupestre paleolítico del Norte de España) مجموعه‌ای از ۱۸ غار در شمال اسپانیا است که نمایانگر اوج هنر غارنگاری پارینه‌سنگی زبرین در اروپا بین ۳۵٬۰۰۰ تا ۱۱٬۰۰۰ سال پیش (آورینی، گراوتی، سولوترینی، ماگدالنی، آزیلی) هستند. در سال ۲۰۰۸، این مجموعه به‌طور جمعی توسط یونسکو به عنوان میراث جهانی شناخته شد.
غار آلتامیرا که در شهر سانتیانا دل مار در کانتابریا واقع شده، از مهم‌ترین چرخه‌های نقاشی پیشاتاریخ است که در دوره‌های ماگدالنی و سولوترینی از پارینه‌سنگی زبرین منشأ گرفته است. سبک هنری این غار، مدرسه فرانکو-کانتابریایی را نمایندگی می‌کند که با واقع‌گرایی در نمایش تصویری آن مشخص می‌شود. غار آلتامیرا در سال ۱۹۸۵ به عنوان یک میراث جهانی به ثبت رسید. در سال ۲۰۰۸، این میراث جهانی به شامل ۱۷ غار دیگر واقع در سه منطقه خودمختار شمال اسپانیا: آستوریاس، کانتابریا و سرزمین باسک گسترش یافت.